# The Danny Thomas Hour
Danny Thomas - Un'ora prima (The Danny Thomas Hour)  è una serie televisiva statunitense in 22 episodi trasmessi per la prima volta nel corso di una sola stagione dal 1967 al 1968.

## Trama
È una serie televisiva di tipo antologico in cui ogni episodio, della durata di un'ora, rappresenta una storia a sé. Gli episodi sono storie di genere vario e vengono presentati da Danny Thomas. Una delle puntate è il seguito della sitcom, interpretata da Danny Thomas, The Danny Thomas Show (o Make Room for Daddy). Thomas ha anche recitato in molti altri episodi della serie.

## Guest star
- Don Adams
- Lou Antonio
- Eve Arden
- Ken Berry
- Bill Bixby
- Red Buttons
- Angela Cartwright
- Sid Caesar
- Geraldine Chaplin
- Cyd Charisse
- Michael Constantine
- Jeanne Crain
- Bing Crosby
- Mary Crosby
- Joan Collins
- Vic Damone
- Bobby Darin
- Sammy Davis, Jr.
- Olivia de Havilland
- Nanette Fabray
- Tennessee Ernie Ford
- Gale Gordon
- Buddy Hackett
- Rusty Hamer
- Bob Hope
- Van Johnson
- Carolyn Jones
- Shirley Jones
- Richard Kiley
- Janet Leigh
- Marjorie Lord
- Donna Loren
- Rose Marie
- Ricardo Montalbán
- Regis Philbin
- Juliet Prowse
- Sugar Ray Robinson
- Phil Silvers
- James Whitmore
- Andy Williams

## Produzione
La serie fu prodotta da Thomas/Spelling Productions (società di Aaron Spelling e Danny Thomas) e girata negli studios della Desilu a Culver City e negli studios della Paramount a Los Angeles in California. Tra i registi della serie sono accreditati Robert Gist e Richard C. Sarafian.

## Distribuzione
La serie fu trasmessa negli Stati Uniti dal 1967 al 1968 sulla rete televisiva NBC.
La serie non è stata trasmessa a livello internazionale fino al 20 gennaio 2018, quando in Italia Telecapri News ha iniziato a mandare in onda il resto della serie, fino al 14 settembre 2018, con repliche fino al 3 aprile 2019.

## Episodi
| Stagione       | Episodi | Prima TV USA | Prima TV Italia |
| -------------- | ------- | ------------ | --------------- |
| Prima stagione | 22      | 1967-1968    | 2018            |